# Fritz Noether
Fritz Noether, född 7 oktober 1884 i Erlangen, död 10 september 1941 i Orjol, var en tysk matematiker.
Fritz Noethers far, Max Noether, var matematiker och professor i Erlangen. Matematikern Emmy Noether var hans äldre syster.
Han fick inte arbeta i Tyskland eftersom han var jude och flyttade därför till Sovjetunionen där han blev professor vid universitetet i Tomsk. Han arresterades under den stora utrensningen och dömdes till 25 års fängelse anklagad för att vara tysk spion. Under fängelsetiden anklagades han för "antisovjetisk propaganda", dömdes till döden och skjuten.